# Памятник Хосе де Сан-Мартину (Буэнос-Айрес)
Памятник Хосе де Сан-Мартину в Буэнос-Айресе (исп. Monumento al General San Martín y a los Ejércitos de la Independencia) — конная статуя в честь генерала Хосе де Сан-Мартина, национального героя Аргентины. Памятник установлен в Буэнос-Айресе в 1862 году.

## Описание
Памятник в честь героя за независимость Аргентины от Испании стал первой конной статуей в этой Южно-Американской стране. Монумент открыт 13 июля 1862 года. Автор — французский скульптор Луи-Жозеф Даума. Четыре фигуры появились существенно позже, в 1910 году. Их отлил немецкий скульптор Густав Эберлейн. Они символизируют четыре периода войны за независимость Аргентины: отбытие на войну, решающая битва, триумфальная победа и возвращение домой. На сопутствующих барельефах изображены три наиболее важных сражения: битва при Сан-Лоренцо, битва при Чакабуко и битва при Майпу.
Статуя является одной из редких конных скульптур, которые имеют две точки опоры.

## История

### Конная статуя
В 1859 году муниципальные власти Буэнос-Айреса узнали, что в Чили планируется строительство мемориала в честь генерала Хосе де Сан-Мартина. Действительно, правительство Чили поручило французскому скульптору и специалисту по конным фигурам Луи Жозефу Даума создать конный памятник в столице Сантьяго в память об освободителе страны от испанского колониального гнёта.
Работа была закончена скульптором в 1860 году. Но власти Аргентины смогли договориться с автором, что сначала она будет установлена в Аргентине. Даума изготовил копию. При этом было сделано важное отличие от оригинала. Поскольку в Буэнос-Айресе не бывает серьёзных землетрясений, то статую отлили лишь с двумя точками опоры (в чилийском варианте хвост лошади крепился к постаменту).
Для установки статуе в Буэнос-Айресе была выбрана площадь в районе Ретиро. Памятник был установлен в столице Аргентины всего за несколько месяцев до монтажа аналогичного монумента в Чили.

### Фигуры у постамента
В 1909 году, через год после столетия Майской революции, власти Аргентины решили сделать памятник более помпезным. Работы были доверены Густаву Эберлейну. Правда, скульптор предпочитал трудиться у себя на родине в Германии. Это вызывало беспокойство в Аргентине. В Европу даже был отправлен с ревизией аргентинский художник Эрнесто де ла Каркова. Он посетил мастерскую скульптора в январе 1910 года и подтвердил, что работа ведётся. Но при этом обнаружил, что характер персонажей, фауна и флора не отражают реалии Южной Америки, а солдаты одеты наполеоновскую форму. Поскольку большинство фрагментов уже было отлито, то удалось исправить лишь часть неточностей.
Официальная церемония нового открытия монумента состоялась 27 мая 1910 года. При этом статую повернули лицом на север (изначально она была обращена на восток). Среди присутствовавших на церемонии были президент Аргентины Хосе Фигероа Алькорта, президент Чили и делегации соседних стран.

## Копии
- В 1924 году правительство Аргентины приняло решение подарить США точную копию конной статуи. Сооружение памятника было утверждено Конгрессом США 7 июня 1924 года. Торжественное открытие статуи (но без прочих аллегорических фигур вокруг постамента) состоялось 28 октября 1925 года при участии президента США Калвина Кулиджа.
- Копия монумента установлена в испанских городах Кадис и Мадрид (также, как и в США, без аллегорических фигур).